# Liste de séismes en 2017
Ceci est une liste de séismes en 2017. Seuls les séismes de magnitude 6 ou plus sont inclus, à moins qu'ils n'entraînent des dommages et/ou pertes, ou soient remarquables pour une autre raison. Toutes les dates sont indiquées en temps universel UTC. Les intensités maximales sont indiquées sur l'échelle de Mercalli et proviennent de United States Geological Survey (USGS) ShakeMap Data. L'évènement majeur de 2017 s'est produit le 8 septembre, avec un séisme de magnitude 8.2 au large du Chiapas (Mexique). Il a provoqué la mort de près de 100 personnes et de très gros dégâts. Le plus meurtrier a eu lieu en Iran le 12 novembre. D'une magnitude de 7.3, il a causé la mort de plus de 600 personnes dans la province de Kermanshah, à la frontière avec l'Irak. D'autres séismes meurtriers ont aussi touché Mexico, l'Italie, la Chine ou les Philippines.

## Par rapport aux autres années
| Magnitude | 2007  | 2008  | 2009  | 2010  | 2011  | 2012  | 2013  | 2014  | 2015  | 2016  | 2017  |
| --------- | ----- | ----- | ----- | ----- | ----- | ----- | ----- | ----- | ----- | ----- | ----- |
| ≥ 8.0     | 4     | 0     | 1     | 1     | 1     | 2     | 2     | 1     | 1     | 0     | 1     |
| 7.0–7.9   | 14    | 12    | 16    | 21    | 19    | 15    | 17    | 11    | 18    | 16    | 6     |
| 6.0–6.9   | 178   | 168   | 144   | 151   | 204   | 129   | 125   | 140   | 124   | 128   | 104   |
| 5.0–5.9   | 2 074 | 1 768 | 1 896 | 1 963 | 2 271 | 1 412 | 1 402 | 1 475 | 1 413 | 1 497 | 1 451 |
| Total     | 2 270 | 1 948 | 2 057 | 2 136 | 2 495 | 1 558 | 1 543 | 1 627 | 1 556 | 1 641 | 1 562 |

Une augmentation du nombre de séismes recensés ne représente pas nécessairement une augmentation de leur nombre réel. L'augmentation de la population reportant ces phénomènes, comme les avancées en matière de détection sismique, contribuent à la hausse du nombre de séismes détectés au fil du temps.

## Par nombre de morts
| Rang  | Morts | Magnitude | Localisation                 | MMI  | Profondeur (km) | Date         |
| ----- | ----- | --------- | ---------------------------- | ---- | --------------- | ------------ |
| 1     | 483   | 7.3       | Kermanshah, Iran             | VIII | 19              | 12 novembre  |
| 2     | 370   | 7.1       | Puebla, Mexique              | VIII | 48              | 19 septembre |
| 3     | 98    | 8.2       | Large du Chiapas, Mexique    | IX   | 50.1            | 8 septembre  |
| 4     | 34    | 5.7       | Latium, Italie               | VIII | 7               | 18 janvier   |
| 5     | 25    | 6.5       | Sichuan, Chine               | VII  | 9               | 8 août       |
| 6     | 8     | 6.5       | Mindanao, Philippines        | VIII | 15              | 10 février   |
| 6     | 8     | 5.4       | Xinjiang, Chine              | VI   | 8.1             | 10 mai       |
| 8     | 6     | 6.1       | Oaxaca, Mexique              | VII  | 10              | 23 septembre |
| 9     | 5     | 6.9       | San Marcos, Guatemala        | VI   | 93              | 14 juin      |
| 10    | 4     | 6.5       | Leyte, Philippines           | VIII | 9               | 6 juillet    |
| 10    | 4     | 6.5       | Java, Indonésie              | VI   | 91.9            | 15 décembre  |
| 10    | 4     | 5         | Fars, Iran                   | VI   | 10              | 6 janvier    |
| 13    | 3     | 7.9       | Bougainville, Papouasie      | VIII | 135             | 22 janvier   |
| 13    | 3     | 6.5       | Puntarenas, Costa Rica       | VIII | 19.4            | 13 novembre  |
| 13    | 3     | 5.7       | Tripura, Inde                | V    | 32              | 3 janvier    |
| 13    | 3     | 5.6       | Khorasan Septentrional, Iran | VII  | 8               | 13 mai       |
| 18    | 2     | 6.6       | Egée-Méridionale, Grèce      | VII  | 7               | 20 juillet   |
| 18    | 2     | 6.1       | Khorasan-e Razavi, Iran      | VII  | 13              | 5 avril      |
| 18    | 2     | 5.1       | Yangon, Birmanie             | V    | 10              | 13 mars      |
| 18    | 2     | 5         | Leyte, Philippines           | V    | 17.2            | 22 août      |
| 18    | 2     | 4.9       | Téhéran, Iran                | VI   | 10              | 20 décembre  |
| 18    | 2     | 4.2       | Campanie, Italie             | V    | 2.7             | 21 août      |
| Total | 1 232 |           |                              |      |                 |              |

Note : au moins 2 victimes.

| Rang | Nbre | Pays        | Morts | Magnitude max |
| ---- | ---- | ----------- | ----- | ------------- |
| 1    | 6    | Iran        | 640   | 7.3           |
| 2    | 4    | Philippines | 15    | 6.5           |
| 3    | 3    | Mexique     | 474   | 8.2           |
| 4    | 3    | Indonésie   | 6     | 6.5           |
| 5    | 2    | Italie      | 36    | 5.7           |
| 6    | 2    | Chine       | 33    | 6.5           |
| 7    | 2    | Grèce       | 3     | 6.6           |
| 8    | 2    | Pérou       | 2     | 6.4           |

## Par magnitude
| Rang | Magnitude | Localisation                                       | MMI  | Profondeur (km) | Victimes | Date         |
| ---- | --------- | -------------------------------------------------- | ---- | --------------- | -------- | ------------ |
| 1    | 8.2       | Large du Chiapas, Mexique                          | IX   | 50.1            | 98       | 8 septembre  |
| 2    | 7.9       | Bougainville, Papouasie                            | VIII | 135             | 3        | 22 janvier   |
| 3    | 7.7       | Îles Komandorski, Russie                           | VII  | 11              | 0        | 17 juillet   |
| 4    | 7.3       | Kermanshah, Iran                                   | VIII | 19              | 630      | 12 novembre  |
| 4    | 7.3       | Mer de Célèbes, Philippines                        | III  | 627.2           | 0        | 10 janvier   |
| 6    | 7.1       | Puebla, Mexique                                    | VIII | 51              | 370      | 19 septembre |
| 7    | 7         | Large des îles Loyauté, Nouvelle-Calédonie, France | VI   | 10              | 0        | 19 novembre  |

Note : séismes avec une magnitude supérieure ou égale à 7.

## Par mois

### Janvier
| Plus puissant               | Plus meurtrier                   | Morts | 5,0 - 5,9 | 6,0 - 6,9 | 7,0 - 7,9 | ≥ 8,0 |
| --------------------------- | -------------------------------- | ----- | --------- | --------- | --------- | ----- |
| 7.9 Bougainville, Papouasie | 5.7 Latium, Italie : 34 victimes | 44    | 146       | 6         | 2         | 0     |

| Date | Magnitude | Localisation                  | MMI  | Profondeur (km) | Commentaires | Morts | Blessés | Source |
| ---- | --------- | ----------------------------- | ---- | --------------- | --- | ----- | ------- | ------ |
| 2    | 6.3       | Large des Tonga               | II   | 551.6           | |       |         | [ 3 ]  |
| 3    | 5.7       | Tripura, Inde                 | V    | 32              | Deux morts et trois blessés au Bangladesh. Un mort et 5 blessés en Inde avec glissements de terrain et dégâts aux habitations. | 3     | 8       | ,      |
| 3    | 6.9       | Large des Fidji               | IV   | 12              | Brève alerte au tsunami. |       |         | ,      |
| 3    | 6         | Large des Fidji               | IV   | 10              | Réplique du séisme de magnitude 6.9 plus tôt dans la journée. |       |         | [ 9 ]  |
| 6    | 5         | Fars, Iran                    | VI   | 10              | Quatre Afghans décédés dans une zone rurale reculée. | 4     | 5       | ,      |
| 8    | 6         | Nunavut, Canada               | VII  | 31              | Légers dégâts aux habitations, séisme le plus fort dans la région depuis 1933. |       |         | ,      |
| 10   | 7.3       | Mer de Célèbes, Philippines   | III  | 627.2           | |       |         | [ 14 ] |
| 10   | 6.3       | Large de Makira, Îles Salomon | VI   | 26              | |       |         | [ 15 ] |
| 11   | 5.5       | Vakinankaratra, Madagascar    | VI   | 7.3             | Deuxième séisme le plus fort de l'histoire de Madagascar après celui du 21/04/1991 (5.6). Importants dégâts structurels aux habitations. |       |         | ,      |
| 16   | 5.6       | Sumatra, Indonésie            | VII  | 6               | Plusieurs maisons endommagées et mouvements de panique à Medan. |       |         | ,      |
| 18   | 5.7       | Latium, Italie                | VIII | 7               | 4 séismes de magnitude 5 ou plus en 4h, en pleine tempête de neige. Nouveaux dégâts dans la commune d'Amatrice, détruite en août 2016, et dans les Abruzzes. 5 décès reportés à Teramo, Campotosto et Crognaleto, plusieurs blessés extraits des décombres, bétail tué. Avalanche meurtrière induite par ces séismes sur un hôtel à Farindola (29 morts, 11 blessés). | 34    | 21      | ,      |
| 19   | 6.5       | Makira, Îles Salomon          | VII  | 36              | |       |         | [ 27 ] |
| 22   | 7.9       | Bougainville, Papouasie       | VIII | 135             | Dommages importants à Arawa et dans plusieurs villes de Bougainville, 3 victimes signalées. Tsunami de 1 m ne causant pas de dégâts. | 3     | 15      | ,      |
| 31   | 5.5       | Esmeraldas, Équateur          | VI   | 10              | Plusieurs maisons endommagées, séisme survenu durant une simulation de tsunami. |       |         | ,      |

### Février
| Plus puissant       | Plus meurtrier                         | Morts | 5,0 - 5,9 | 6,0 - 6,9 | 7,0 - 7,9 | ≥ 8,0 |
| ------------------- | -------------------------------------- | ----- | --------- | --------- | --------- | ----- |
| 6.9 Large des Tonga | 6.5 Mindanao, Philippines : 8 victimes | 8     | 106       | 5         | 0         | 0     |

| Date | Magnitude | Localisation                    | MMI  | Profondeur (km) | Commentaires | Morts | Blessés | Source |
| ---- | --------- | ------------------------------- | ---- | --------------- | --- | ----- | ------- | ------ |
| 3    | 5.8       | Large de la Martinique, France  | V    | 44              | Une femme légèrement blessée dans la panique, chute d'objets dans les supermarchés. |       | 1       | ,      |
| 6    | 5.2       | Çanakkale, Turquie              | VI   | 7.2             | Deux séismes de magnitude 5.2 et 5.4. Près de 100 maisons détruites ou endommagées, et au moins 5 blessés.                                                                                           |       | 5       | ,      |
| 6    | 5.5       | Huila, Colombie                 | V    | 38              | Quelques dégâts à Colombia (Huila), où une personne a été blessée. Routes coupées par des glissements de terrain.                                                                                    |       | 1       | ,      |
| 6    | 5.1       | Uttarakhand, Inde               | IV   | 16.1            | Au moins un blessé et nombreuses scènes de panique, séisme ressenti à New Delhi. |       | 1       | ,      |
| 7    | 6.3       | Baloutchistan, Pakistan         | VI   | 24.1            | 60 maisons détruites, et un blessé à déplorer, touché par la chute d'un mur. |       | 1       | ,      |
| 8    | 4.9       | Yunnan, Chine                   |      | 10              | 5 blessés dans le xian de Ludian, et dégâts sur des maisons anciennes. |       | 5       | ,      |
| 10   | 6.5       | Mindanao, Philippines           | VIII | 15              | Dégâts importants aux maisons et aux buildings à Surigao City. Aéroport de la ville fermé en raison de dommages sur les pistes, ponts écroulés. 8 victimes et 203 blessés recensés dans la province. | 8     | 203     | ,      |
| 10   | 5.3       | Tainan, Taïwan                  | V    | 15.8            | Coupures de courant dans la région, 4 personnes blessées par des chutes d’objets. |       | 4       | ,      |
| 15   | 5.4       | Sumatra, Indonésie              | VI   | 13              | Quelques maisons détruites dans la région d'Aceh, coupures de courant et 9 blessés à déplorer. |       | 9       | ,      |
| 18   | 6.4       | Jujuy, Argentine                | IV   | 222             | |       |         | [ 52 ] |
| 21   | 6.5       | Chuquisaca, Bolivie             | III  | 596             | |       |         | [ 53 ] |
| 23   | 4.7       | Mindanao, Philippines           | IV   | 11.9            | Deux personnes blessées par la chute d'un toit à Davao City. |       | 2       | ,      |
| 24   | 5.9       | Province Septentrionale, Zambie | V    | 30              | Cinq personnes blessées dans le district de Kaputa, avec dégâts aux habitations. |       | 5       | ,      |
| 24   | 6.9       | Large des Tonga                 | III  | 414.9           | |       |         | [ 58 ] |

### Mars
| Plus puissant          | Plus meurtrier                    | Morts | 5,0 - 5,9 | 6,0 - 6,9 | 7,0 - 7,9 | ≥ 8,0 |
| ---------------------- | --------------------------------- | ----- | --------- | --------- | --------- | ----- |
| 6.6 Kamtchatka, Russie | 5.1 Yangon, Birmanie : 2 victimes | 4     | 129       | 6         | 0         | 0     |

| Date | Magnitude | Localisation                             | MMI  | Profondeur (km) | Commentaires | Morts | Blessés | Source |
| ---- | --------- | ---------------------------------------- | ---- | --------------- | --- | ----- | ------- | ------ |
| 2    | 5.6       | Adiyaman, Turquie                        | VII  | 10              | Dégâts assez importants dans la ville de Samsat, où des immeubles se sont effondrés. Une trentaine de blessés recensés dans la région.                                    |       | 30      | ,      |
| 4    | 6.1       | Province Occidentale, Îles Salomon       | VI   | 17              | |       |         | [ 61 ] |
| 5    | 5.7       | Mindanao, Philippines                    | VII  | 10.5            | Nouveaux dégâts à Surigao City, touché par un séisme de magnitude 6.5 le 10 février. Une personne âgée décédée d'une attaque cardiaque et près de 50 blessés.             | 1     | 45      | ,      |
| 5    | 6.3       | Nouvelle-Bretagne Occidentale, Papouasie | VI   | 37              | |       |         | [ 64 ] |
| 10   | 4.1       | Navarre, Espagne                         | VI   | 2.6             | Légers dégâts aux habitations à Pampelune. |       |         | ,      |
| 13   | 5.1       | Yangon, Birmanie                         | V    | 10              | Quelques temples endommagés à Rangoon, et 38 blessés à déplorer, entre la secousse principale et ses répliques. Deux personnes décédées ultérieurement dans les hôpitaux. | 2     | 36      | ,      |
| 14   | 6         | Large des Îles Nicobar, Inde             | III  | 10              | |       |         | [ 69 ] |
| 19   | 6         | Malaita, Îles Salomon                    | VI   | 8.4             | |       |         | [ 70 ] |
| 21   | 5.6       | Bali, Indonésie                          | V    | 111.8           | Plusieurs habitations, bureaux et temples endommagés. Quatre blessés, dont trois jeunes enfants.                                                                          |       | 4       | ,      |
| 24   | 4.1       | Le Caire, Egypte                         |      | 1.6             | Un mort et 7 blessés dans l'effondrement d'un immeuble présentant des vices de construction, malgré un séisme très modéré.                                                | 1     | 7       | ,      |
| 26   | 5         | Yunnan, Chine                            | II   | 28.1            | Une personne blessée par des tuiles, et 500 maisons endommagées dans le xian de Yangbi.                                                                                   |       | 1       | ,      |
| 27   | 6.2       | Îles Aléoutiennes, Alaska, États-Unis    | V    | 20              | |       |         | [ 77 ] |
| 29   | 6.6       | Kamtchatka, Russie                       | VIII | 15.5            | |       |         | [ 78 ] |
| 29   | 5.7       | Golfe de Californie, Mexique             | IV   | 17              | Légers dommages aux immeubles et aux universités à Ciudad Obregón. |       |         | ,      |

### Avril
| Plus puissant                                   | Plus meurtrier                           | Morts | 5,0 - 5,9 | 6,0 - 6,9 | 7,0 - 7,9 | ≥ 8,0 |
| ----------------------------------------------- | ---------------------------------------- | ----- | --------- | --------- | --------- | ----- |
| 6.9 Valparaiso, Chili 6.9 Mindanao, Philippines | 6.1 Khorasan-e Razavi, Iran : 2 victimes | 3     | 129       | 7         | 0         | 0     |

| Date | Magnitude | Localisation               | MMI | Profondeur (km) | Commentaires | Morts | Blessés | Source  |
| ---- | --------- | -------------------------- | --- | --------------- | --- | ----- | ------- | ------- |
| 2    | 5.3       | Bocas del Toro, Panama     | VII | 10              | Légers dégâts aux habitations à Guadalupe et Cerro Punta. |       |         | ,       |
| 3    | 5.2       | Nord-ouest, Afrique du Sud | VII | 5               | Maisons légèrement endommagées à Orkney et Klerksdorp. |       |         | ,       |
| 3    | 6.5       | Ghanzi, Botswana           | VII | 29              | Plus fort séisme de l'histoire du Botswana. 36 étudiants blessés à Moiyabana dans un mouvement de panique. |       | 36      | ,       |
| 4    | 5.1       | Luçon, Philippines         | VI  | 18.2            | Dommages aux habitations dans la région de Batangas, et à la basilique de Taal. |       |         | ,       |
| 5    | 6.1       | Khorasan-e Razavi, Iran    | VII | 13              | Importants dégâts dans les villages proches de l'épicentre, séisme fortement ressenti à Mashhad. Deux morts et 34 blessés dans la province.                                                                         | 2     | 34      | ,       |
| 5    | 4.8       | Grèce-Occidentale, Grèce   | VII | 10              | Coupures d'électricité et légers dommages aux habitations anciennes à Rio. |       |         | ,       |
| 8    | 5.9       | Luçon, Philippines         | VI  | 14.3            | Trois séismes de magnitude supérieure à 5 dans la journée, faisant suite à la secousse du 4 avril. Importants dégâts au bâti à Batangas et Mabini, ainsi que glissements de terrain. Six blessés légers à déplorer. |       | 6       | ,       |
| 10   | 4.8       | San Salvador, Salvador     | VI  | 10              | Dommages aux habitations à Antiguo Cuscatlán, et glissements de terrain. Un mort et trois blessés lors de la chute d'un rocher sur une autoroute.                                                                   | 1     | 3       | ,       |
| 11   | 5.8       | Mindanao, Philippines      | VII | 8.3             | Plus de 30 maisons et deux mosquées endommagées dans la province de Lanao du Sud. Une personne blessée. |       | 1       | ,       |
| 15   | 6.2       | Antofagasta, Chili         | IV  | 155             | |       |         | [ 103 ] |
| 18   | 6         | Îles Fidji                 | II  | 628             | |       |         | [ 104 ] |
| 23   | 6         | Valparaiso, Chili          | VI  | 21              | Séisme précurseur de celui du 24 avril (magnitude 6.9). |       |         | [ 105 ] |
| 24   | 6.9       | Valparaiso, Chili          | VII | 28              | Légers dégâts à l'aéroport de Santiago. Glissements de terrain dans la région de Valparaiso. |       |         | ,       |
| 28   | 6.9       | Mindanao, Philippines      | VII | 26              | Plusieurs maisons endommagées et certaines détruites à General Santos. Cinq blessés, notamment à Sarangani. |       | 5       | ,       |

### Mai
| Plus puissant      | Plus meurtrier                   | Morts | 5,0 - 5,9 | 6,0 - 6,9 | 7,0 - 7,9 | ≥ 8,0 |
| ------------------ | -------------------------------- | ----- | --------- | --------- | --------- | ----- |
| 6.8 Torba, Vanuatu | 5.4 Xinjiang, Chine : 8 victimes | 12    | 139       | 11        | 0         | 0     |

| Date | Magnitude | Localisation                          | MMI  | Profondeur (km) | Commentaires | Morts | Blessés | Source  |
| ---- | --------- | ------------------------------------- | ---- | --------------- | --- | ----- | ------- | ------- |
| 1    | 6.2       | Colombie-Britannique, Canada          | VII  | 10              | |       |         | [ 110 ] |
| 1    | 6.3       | Colombie-Britannique, Canada          | VIII | 2.5             | Séisme intervenu seulement deux heures après le précédent. |       |         | [ 111 ] |
| 2    | 5.1       | Khorasan-e Razavi, Iran               | V    | 10              | Réplique du séisme de magnitude 6.1 le 5 avril. Deux blessés à signaler.                                                                                          |       | 2       | ,       |
| 3    | 6         | Nohiyahoi tobei Jumhurii, Tadjikistan | VI   | 11              | Plusieurs maisons endommagées dans le village d'Alga au Tadjikistan. Dégâts également au Kirghizistan voisin, un blessé par la chute d'un mur.                    |       | 1       | ,       |
| 8    | 6.2       | Îles Aléoutiennes, Alaska, États-Unis | VI   | 10              | |       |         | [ 117 ] |
| 9    | 6         | Îles Ryūkyū, Japon                    | IV   | 10              | |       |         | [ 118 ] |
| 9    | 6.8       | Torba, Vanuatu                        | V    | 169             | |       |         | [ 119 ] |
| 10   | 5.4       | Xinjiang, Chine                       | VI   | 8.1             | Plus de 1500 maisons endommagées dans le comté de Taxkorgan, près de la frontière avec le Tadjikistan. 12 000 personnes évacuées, bilan de 8 morts et 29 blessés. | 8     | 29      | ,       |
| 10   | 6.5       | Large des Îles Sandwich du Sud        | IV   | 15              | |       |         | [ 122 ] |
| 11   | 5.1       | Saatli, Azerbaïdjan                   | V    | 62.8            | 20 blessés et dégâts aux habitations en Iran, à Parsabad. |       | 20      | ,       |
| 11   | 5.1       | Erzurum, Turquie                      | VII  | 13.4            | 25 maisons endommagées dans la ville d'Aşkale. |       |         | ,       |
| 12   | 6.2       | Large du Salvador                     | IV   | 16              | |       |         | [ 127 ] |
| 13   | 5.6       | Khorasan Septentrional, Iran          | VII  | 8               | Importants dégâts dans la région de Bojnourd, notamment le village de Pishqaleh détruit à 70%. 3 victimes et près de 400 blessés dans la province.                | 3     | 370     | ,       |
| 15   | 6.2       | Nouvelle-Irlande, Papouasie           | VII  | 10              | |       |         | [ 130 ] |
| 16   | 5.4       | Ayacucho, Pérou                       | VI   | 10              | Glissements de terrain et plusieurs écoles endommagées dans la province de Parinacochas.                                                                          |       |         | ,       |
| 20   | 6         | Bohol, Philippines                    | II   | 533             | |       |         | [ 133 ] |
| 24   | 4.6       | Dibër, Albanie                        | IV   | 10              | Légers dégâts et fissures aux habitations à Mat. |       |         | ,       |
| 24   | 5.7       | Sulawesi, Indonésie                   | VI   | 10              | Près d'une centaine de maisons endommagées dans la province de Morowali, ainsi qu'une centrale électrique.                                                        |       |         | ,       |
| 25   | 4.4       | Mwanza, Tanzanie                      | III  | 10              | 18 étudiants blessés dans un mouvement de panique à Geita. Un policier victime d'une attaque cardiaque.                                                           | 1     | 18      | ,       |
| 27   | 5.1       | Manisa, Turquie                       | VII  | 10              | Dégâts assez importants aux habitations dans la province de Manisa. Un blessé à déplorer.                                                                         |       | 1       | ,       |
| 29   | 6.6       | Sulawesi, Indonésie                   | VII  | 12              | Plus d'une centaine de bâtiments endommagés à Poso. 25 personnes blessées, dont 5 dans un état grave.                                                             |       | 25      | ,       |

### Juin
| Plus puissant             | Plus meurtrier                         | Morts | 5,0 - 5,9 | 6,0 - 6,9 | 7,0 - 7,9 | ≥ 8,0 |
| ------------------------- | -------------------------------------- | ----- | --------- | --------- | --------- | ----- |
| 6.9 San Marcos, Guatemala | 6.9 San Marcos, Guatemala : 5 victimes | 7     | 90        | 10        | 0         | 0     |

| Date | Magnitude | Localisation                              | MMI | Profondeur (km) | Commentaires | Morts | Blessés | Source  |
| ---- | --------- | ----------------------------------------- | --- | --------------- | --- | ----- | ------- | ------- |
| 2    | 6.8       | Îles Aléoutiennes, Alaska, États-Unis     | IV  | 8.2             | |       |         | [ 145 ] |
| 5    | 5.6       | Loja, Équateur                            | IV  | 49              | Plusieurs maisons endommagées près de l'épicentre, au Pérou et en Equateur. Deux blessés dans la province de Piura au Pérou.                                                      |       | 2       | ,       |
| 12   | 6.3       | Egée-Septentrionale, Grèce                | IX  | 12              | Dégâts importants dans la région de Plomari sur l'île de Lesbos. Une femme tuée par l'écroulement de sa maison, et 15 blessés, dont deux graves.                                  | 1     | 15      | ,       |
| 14   | 6.9       | San Marcos, Guatemala                     | VI  | 93              | Nombreuses maisons endommagées dans la province de San Marcos, avec également des glissements de terrain. Cinq morts et 19 blessés au Guatemala, 11 blessés au Mexique (Chiapas). | 5     | 30      | ,       |
| 15   | 6         | Îles Kermadec, Nouvelle-Zélande           | III | 34              | |       |         | [ 153 ] |
| 17   | 6.1       | Large des Tonga                           | II  | 518.2           | |       |         | [ 154 ] |
| 21   | 3.2       | Narayani, Népal                           |     |                 | Un homme tué par des chutes de briques, son fils également blessé. | 1     | 1       | [ 155 ] |
| 22   | 6.8       | Escuintla, Guatemala                      | VII | 38.1            | Dégâts aux habitations à Antigua Guatemala et dans le département de San Marcos, déjà touché le 14 juin. Plusieurs glissements de terrain également signalés et 4 blessés.        |       | 4       | ,       |
| 24   | 5.8       | Arequipa, Pérou                           | IV  | 97              | Quelques maisons en adobe endommagées dans la province de Caraveli. |       |         | ,       |
| 25   | 5.2       | Chubu, Japon                              | V   | 10              | Glissements de terrain et maisons légèrement endommagées dans la région de Nagano. Deux personnes blessées par des chutes d'objets.                                               |       | 2       | ,       |
| 25   | 6         | Large des Tonga                           | IV  | 10              | |       |         | [ 163 ] |
| 28   | 6         | Îles Kermadec, Nouvelle-Zélande           | IV  | 10              | |       |         | [ 164 ] |
| 29   | 6         | Large des Îles Kermadec, Nouvelle-Zélande | II  | 392.3           | |       |         | [ 165 ] |
| 30   | 6         | Manabí, Équateur                          | VII | 13              | Dégâts mineurs dans la région de Manabi, une maison détruite. 13 blessés légers à la suite de chutes d'objets.                                                                    |       | 13      | ,       |

### Juillet
| Plus puissant                | Plus meurtrier                      | Morts | 5,0 - 5,9 | 6,0 - 6,9 | 7,0 - 7,9 | ≥ 8,0 |
| ---------------------------- | ----------------------------------- | ----- | --------- | --------- | --------- | ----- |
| 7.7 Îles Komandorski, Russie | 6.5 Leyte, Philippines : 4 victimes | 7     | 100       | 9         | 1         | 0     |

| Date | Magnitude | Localisation                              | MMI  | Profondeur (km) | Commentaires | Morts | Blessés | Source  |
| ---- | --------- | ----------------------------------------- | ---- | --------------- | --- | ----- | ------- | ------- |
| 1    | 5.3       | Hokkaido, Japon                           | VI   | 36.7            | Une personne blessée lors d'une mauvaise chute pendant le séisme. |       | 1       | [ 168 ] |
| 3    | 4.8       | Sud-Ouest, Macédoine                      | V    | 10              | Coupures de courant à Ohrid, où plusieurs immeubles et supermarchés ont été endommagés. |       |         | ,       |
| 6    | 5.8       | Montana, États-Unis                       | VII  | 12.2            | Séisme le plus fort au Montana depuis 1975. Coupures de courant à Lincoln. |       |         | ,       |
| 6    | 6.5       | Leyte, Philippines                        | VIII | 9               | Plusieurs immeubles endommagés à Kananga et Jaro. Un centre commercial de la ville détruit, 1 mort, et 20 blessés. Nombreux dommages également à Ormoc, où trois victimes sont à déplorer.                                                                   | 4     | 120     | ,       |
| 10   | 5.8       | Leyte, Philippines                        | VII  | 7.1             | Réplique du séisme de magnitude 6.5 le 6 juillet. Dommages mineurs supplémentaires et cinq blessés, dont deux en sautant d'une fenêtre d'un hôtel à Ormoc.                                                                                                   |       | 5       | ,       |
| 11   | 6.6       | Large de l'Île Auckland, Nouvelle-Zélande | IV   | 10              | |       |         | [ 178 ] |
| 13   | 6.4       | Nouvelle-Irlande, Papouasie               | V    | 34              | |       |         | [ 179 ] |
| 14   | 5         | Sumatra, Indonésie                        |      | 10              | Une personne blessée et une douzaine de maisons endommagées près de l'épicentre. |       | 1       | ,       |
| 17   | 6.3       | Îles Komandorski, Russie                  | V    | 10              | Séisme précurseur à celui de magnitude 7.7 plus tard dans la journée. |       |         | [ 182 ] |
| 17   | 7.7       | Îles Komandorski, Russie                  | VII  | 11              | Alerte au tsunami émise, légère surcote observée dans les îles Aléoutiennes. |       |         | ,       |
| 18   | 6.4       | Arequipa, Pérou                           | VI   | 43.3            | Routes coupées par des éboulements dans la région d'Arequipa. Un conducteur de camion tué par des pierres et 9 blessés. | 1     | 9       | ,       |
| 19   | 6         | Large de l'Île Rodrigues, Maurice         | II   | 10              | |       |         | [ 187 ] |
| 20   | 6.6       | Egée-Méridionale, Grèce                   | VII  | 7               | Séisme de 2017 en mer Egée Dégâts importants sur l'île de Kos (Grèce) et dans la région de Bodrum (Turquie). Tsunami de 70 cm provoquant des submersions marines sur les côtes grecques et turques. Deux morts et 120 blessés à Kos, 360 blessés en Turquie. | 2     | 480     | ,       |
| 23   | 5.2       | Kerman, Iran                              | IV   | 10              | Dégâts aux immeubles anciens dans le village de Sirch, coupures électriques et de réseau. |       |         | ,       |
| 26   | 6         | Large des Îles Ryukyu, Japon              | III  | 12              | |       |         | [ 193 ] |
| 27   | 6         | Océan Atlantique                          | I    | 10              | |       |         | [ 187 ] |
| 28   | 4.7       | Lorestan, Iran                            | VI   | 10              | Au moins 15 blessés et constructions endommagées près de l'épicentre. |       | 15      | ,       |
| 30   | 5         | Chahar Mahaal et Bakhtiari, Iran          | V    | 10              | Immeubles anciens endommagés, et coupures du réseau électrique dans le comté de Naghan. 25 personnes blessées, dont 9 devant être hospitalisées. |       | 25      | ,       |

### Août
| Plus puissant                     | Plus meurtrier                  | Morts | 5,0 - 5,9 | 6,0 - 6,9 | 7,0 - 7,9 | ≥ 8,0 |
| --------------------------------- | ------------------------------- | ----- | --------- | --------- | --------- | ----- |
| 6.6 Large de l'île de l'Ascension | 6.5 Sichuan, Chine: 25 victimes | 31    | 112       | 8         | 0         | 0     |

| Date | Magnitude | Localisation                  | MMI | Profondeur (km) | Commentaires | Morts | Blessés | Source  |
| ---- | --------- | ----------------------------- | --- | --------------- | --- | ----- | ------- | ------- |
| 1    | 5.2       | Kanto, Japon                  | VI  | 8.3             | Une femme blessée en chutant de son lit à Chiba. |       | 1       | ,       |
| 2    | 5.4       | Région métropolitaine, Chili  | VI  | 92              | Un vieil homme victime d'une attaque cardiaque durant le séisme à Maipú. | 1     |         | [ 201 ] |
| 5    | 5.1       | Mindanao, Philippines         | VI  | 20.8            | Plusieurs maisons endommagées dans la province de Bukidnon. Une femme blessée par la chute de débris. |       | 1       | ,       |
| 8    | 6.5       | Sichuan, Chine                | VII | 9               | Séisme de 2017 au Sichuan Dégâts importants dans le xian de Jiuzhaigou, nombreuses maisons détruites. Au moins 25 morts dont des touristes, et 525 blessés, nombreuses personnes secourues sous les décombres. Glissements de terrain généralisés autour de l'épicentre. | 25    | 525     | ,       |
| 8    | 6.3       | Xinjiang, Chine               | VI  | 20              | Plus de 140 maisons détruites dans le xian de Jinghe. 33 personnes blessées, dont deux grièvement. |       | 33      | ,       |
| 11   | 6.2       | Luçon, Philippines            | IV  | 172             | Séisme ressenti à Manille, où immeubles et écoles ont été évacués. |       |         | ,       |
| 11   | 5.6       | Arequipa, Pérou               | IV  | 41              | Glissements de terrain causés par le séisme, un conducteur tué par des chutes de pierre et deux autres blessés. | 1     | 2       | ,       |
| 13   | 6.4       | Large de Sumatra, Indonésie   | V   | 31              | |       |         | [ 213 ] |
| 18   | 6.6       | Large de l'île de l'Ascension | I   | 10              | |       |         | [ 214 ] |
| 19   | 6.4       | Îles Fidji                    | III | 544             | |       |         | [ 215 ] |
| 21   | 4.2       | Campanie, Italie              | V   | 2.7             | Dégâts importants sur l'île d'Ischia malgré une magnitude très modérée. Plusieurs immeubles et une église complètement détruits. Deux morts et 42 blessés, trois enfants secourus sous les décombres 12 heures plus tard.                                                | 2     | 42      | ,       |
| 22   | 5         | Leyte, Philippines            | V   | 17.2            | Près de 60 maisons endommagées dans la ville d'Albuera. Deux personnes tuées (une d'une attaque cardiaque, l'autre d'une mauvaise chute). | 2     |         | ,       |
| 23   | 5.1       | As-Sulaymâniya, Irak          | VII | 8               | Dégâts modérés aux constructions dans une grande partie du Kurdistan. Séisme ressenti jusqu'à Erbil, 17 blessés selon un premier bilan. |       | 17      | ,       |
| 27   | 6.4       | Îles de l'Amirauté, Papouasie | V   | 8               | |       |         |         |
| 27   | 5.2       | Azerbaïdjan-Oriental, Iran    | IV  | 17.3            | Dégâts aux habitations dans la région de Sharabian et une douzaine de blessés. |       | 13      | ,       |
| 30   | 4.5       | La Guaira, Vénézuela          | IV  | 11              | Deux blessés lors de mouvements de panique à Caracas, la capitale vénézuélienne. Légers dégâts à certaines structures à Guatire. |       | 2       | ,       |
| 31   | 6.3       | Sumatra, Indonésie            | V   | 43.1            | |       |         | [ 227 ] |

### Septembre
| Plus puissant                 | Plus meurtrier                     | Morts | 5,0 - 5,9 | 6,0 - 6,9 | 7,0 - 7,9 | ≥ 8,0 |
| ----------------------------- | ---------------------------------- | ----- | --------- | --------- | --------- | ----- |
| 8.2 Large du Chiapas, Mexique | 7.1 Puebla, Mexique : 370 victimes | 474   | 136       | 8         | 1         | 1     |

| Date | Magnitude | Localisation                                          | MMI  | Profondeur (km) | Commentaires | Morts | Blessés | Source  |
| ---- | --------- | ----------------------------------------------------- | ---- | --------------- | --- | ----- | ------- | ------- |
| 2    | 4.3       | Centre, Haïti                                         | IV   | 9.4             | Un blessé et quelques bâtiments endommagés près de l'épicentre. |       | 1       | ,       |
| 3    | 6.3       | Site d'essais nucléaires de Punngye-ri, Corée du Nord | VI   | 0               | Essai nucléaire réalisé par la Corée du Nord. |       |         | [ 230 ] |
| 4    | 6.1       | Îles Sandwich du Sud                                  | IV   | 25              | |       |         | [ 231 ] |
| 7    | 6.1       | Large des îles Bonin, Japon                           | II   | 451             | |       |         | [ 232 ] |
| 8    | 8.2       | Large du Chiapas, Mexique                             | IX   | 47.4            | Séisme de 2017 au Chiapas Séisme le plus fort depuis 1985 dans la région, dégâts considérables dans les états d'Oaxaca, du Chiapas et de Tabasco. Dommages plus légers dans le nord du Guatemala, 4 blessés. Tsunami modéré, jusqu'à 1,75 m en zone côtière. Près de 100 victimes à déplorer, en grande majorité dans l'état d'Oaxaca (37 morts dans la seule ville de Juchitán). Séisme le plus puissant de l'année.                                                 | 98    | 300+    | ,       |
| 14   | 4.6       | Lima, Pérou                                           | V    | 10              | Une personne blessée par des chutes de pierres à Matucana. |       | 1       | ,       |
| 19   | 7.1       | Puebla, Mexique                                       | VIII | 48              | Séisme de 2017 dans l'état de Puebla Séisme intervenu deux heures après une simulation du séisme de 1985. Importants dégâts dans la ville de Mexico, nombreux immeubles écroulés, une école complètement détruite (19 enfants décédés). Dommages généralisés dans les états de Morelos et de Puebla, plus modérés à Guerrero, Oaxaca et l'état de Mexico. Bilan très lourd de 370 morts et plus de 6 000 blessés, 32 ans jour pour jour après la catastrophe de 1985. | 370   | 6 011   | ,       |
| 20   | 6.1       | Large de l'Île Auckland, Nouvelle-Zélande             | III  | 8               | |       |         | [ 243 ] |
| 20   | 6.1       | Large de Tohoku, Japon                                | III  | 11              | |       |         | [ 244 ] |
| 20   | 6.4       | Tafea, Vanuatu                                        | IV   | 197             | |       |         | [ 245 ] |
| 23   | 6.1       | Oaxaca, Mexique                                       | VII  | 10              | Écroulement d'un pont et dégâts supplémentaires après ceux causés le séisme de magnitude 8.2 le 8 septembre. Quatre morts et sept blessés, ainsi que deux victimes d'une attaque cardiaque à Mexico dans la panique suivant le séisme. | 6     | 7       | ,       |
| 23   | 5.7       | Mindanao, Philippines                                 | VII  | 8.2             | 58 maisons détruites dans la province de Bukidnon, dommages également dans plusieurs écoles. Une dizaine de blessés à déplorer. |       | 10      | ,       |
| 26   | 6.4       | Large des Tonga                                       | IV   | 96              | |       |         | [ 251 ] |
| 30   | 5.1       | Sichuan, Chine                                        | V    | 10              | Glissements de terrain et légers dommages aux habitations près de l'épicentre. Immeubles et écoles évacués à Chengdu, 5 blessés. |       | 5       | ,       |

### Octobre
| Plus puissant                                          | Plus meurtrier                   | Morts | 5,0 - 5,9 | 6,0 - 6,9 | 7,0 - 7,9 | ≥ 8,0 |
| ------------------------------------------------------ | -------------------------------- | ----- | --------- | --------- | --------- | ----- |
| 6.8 Large des îles Loyauté, Nouvelle-Calédonie, France | 6.1 Ambon, Indonésie : 1 victime | 1     | 110       | 10        | 0         | 0     |

| Date | Magnitude | Localisation                                       | MMI | Profondeur (km) | Commentaires | Morts | Blessés | Source  |
| ---- | --------- | -------------------------------------------------- | --- | --------------- | --- | ----- | ------- | ------- |
| 6    | 6.2       | Large de Tohoku, Japon                             | III | 9               | |       |         | [ 254 ] |
| 8    | 6.1       | Îles Tonga                                         | IV  | 10              | |       |         | [ 255 ] |
| 8    | 6.2       | Large des îles Balleny, Antarctique                | I   | 10              | |       |         | [ 256 ] |
| 8    | 6.5       | Îles Aléoutiennes, Alaska, États-Unis              | V   | 119             | |       |         | [ 257 ] |
| 10   | 6.3       | Arica et Parinacota, Chili                         | V   | 85              | Quelques routes coupées par des chutes de rochers dans la région d'Arica. 7 blessés légers recensés.            |       | 7       | ,       |
| 10   | 6.7       | Large de l'île Bouvet, Norvège                     | I   | 9               | |       |         | [ 260 ] |
| 18   | 6.1       | Îles Tonga                                         | IV  | 10              | |       |         | [ 261 ] |
| 24   | 6.7       | Mer de Florès, Indonésie                           | III | 553.8           | |       |         | [ 262 ] |
| 28   | 5.9       | Pôle Nord                                          | I   | 10              | Séisme de magnitude supérieure à 5.5 le plus au nord jamais observé.                                            |       |         | ,       |
| 31   | 6.8       | Large des îles Loyauté, Nouvelle-Calédonie, France | V   | 9.1             | |       |         | [ 265 ] |
| 31   | 6.1       | Ambon, Indonésie                                   | VI  | 18.5            | Dégâts modérés aux habitations et à un centre commercial à Ambon. Une personne décédée d'une attaque cardiaque. | 1     |         | ,       |

### Novembre
| Plus puissant        | Plus meurtrier                      | Morts | 5,0 - 5,9 | 6,0 - 6,9 | 7,0 - 7,9 | ≥ 8,0 |
| -------------------- | ----------------------------------- | ----- | --------- | --------- | --------- | ----- |
| 7.3 Kermanshah, Iran | 7.3 Kermanshah, Iran : 630 victimes | 634   | 154       | 14        | 2         | 0     |

| Date | Magnitude | Localisation                                       | MMI  | Profondeur (km) | Commentaires | Morts | Blessés | Source  |
| ---- | --------- | -------------------------------------------------- | ---- | --------------- | --- | ----- | ------- | ------- |
| 1    | 6.1       | Large des îles Loyauté, Nouvelle-Calédonie, France | IV   | 10              | Réplique du séisme de magnitude 6.8 le 31 octobre. |       |         | [ 268 ] |
| 1    | 6.6       | Large des îles Loyauté, Nouvelle-Calédonie, France | V    | 22              | Réplique du séisme de magnitude 6.8 le 31 octobre. |       |         | [ 269 ] |
| 4    | 6.8       | Large des Samoa                                    | V    | 10              | |       |         | [ 270 ] |
| 7    | 6.5       | Nouvelle-Guinée, Papouasie                         | VI   | 110.6           | |       |         | [ 271 ] |
| 9    | 6         | Large des îles Izu, Japon                          | III  | 12              | |       |         | [ 272 ] |
| 11   | 6.1       | Large de l'île de l'Ascension                      | III  | 10              | |       |         | [ 273 ] |
| 12   | 7.3       | Kermanshah, Iran                                   | VIII | 19              | Séisme de 2017 à Kermanshah Séisme ressenti en Iran, en Irak, au Koweït, à Dubaï et en Turquie. Très gros dégâts dans la région du Kurdistan, nombreux immeubles écroulés. Bilan final de 630 victimes (620 en Iran et 10 en Irak) et plus de 8 400 blessés. Séisme le plus meurtrier de l'année. | 630   | 8 435   | ,       |
| 13   | 6.5       | Puntarenas, Costa Rica                             | VIII | 19.4            | Dégâts modérés dans la région de Jaco. Trois personnes décédées d'attaques cardiaques. | 3     |         | ,       |
| 15   | 5.4       | Gyeongsang du Nord, Corée du Sud                   | VII  | 10              | Plus de 2 000 habitations endommagées à Pohang, et chute de murs sur des voitures. 82 blessés à recenser, et plus de 1 500 sans-abris. |       | 82      | ,       |
| 15   | 5.2       | Barda, Azerbaïdjan                                 | VI   | 23.4            | 130 maisons détruites dans le raion de Barda. Un blessé par la chute d'un toit. |       | 1       | ,       |
| 17   | 5.4       | Guayas, Équateur                                   | V    | 78.1            | Séisme ayant eu lieu juste avant une simulation. Légers dégâts aux habitations à Guayaquil. Six personnes hospitalisées à la suite de malaises. |       | 6       | ,       |
| 17   | 6.4       | Tibet, Chine                                       | VII  | 8               | Coupures de courant et quelques dégâts dans la région de Nyingchi. Trois blessés légers signalés. |       | 3       | ,       |
| 18   | 5.5       | Guayas, Équateur                                   | V    | 35              | Dégâts structurels à plusieurs habitations de Balao (Guayas). |       |         | ,       |
| 18   | 5.9       | Morotai, Indonésie                                 | VI   | 20.3            | Près de 300 maisons et 12 églises endommagées sur l'île de Morotai. Une personne décédée. | 1     |         | ,       |
| 19   | 6.3       | Large des îles Loyauté, Nouvelle-Calédonie, France | V    | 4               | Séisme précurseur à celui de magnitude 7 plus tard dans la journée. |       |         | [ 292 ] |
| 19   | 6.6       | Large des îles Loyauté, Nouvelle-Calédonie, France | VI   | 16.5            | Séisme précurseur à celui de magnitude 7 plus tard dans la journée. |       |         | [ 293 ] |
| 19   | 7         | Large des îles Loyauté, Nouvelle-Calédonie, France | VI   | 10              | Alerte au tsunami émise, avec vagues de 40 cm à Ouinné. |       |         | ,       |
| 20   | 6         | Large des îles Loyauté, Nouvelle-Calédonie, France | IV   | 10              | Réplique du séisme de magnitude 7 la veille. |       |         | [ 296 ] |
| 20   | 6         | Large de Wallis-et-Futuna, France                  | IV   | 9               | |       |         | [ 297 ] |
| 23   | 5.1       | Chongqing, Chine                                   | IV   | 10              | Près de 1 000 maisons endommagées dans le xian de Wulong. Huit blessés à déplorer. |       | 8       | ,       |
| 23   | 4.4       | Lorestan, Iran                                     | V    | 10              | 36 blessés dans un mouvement de panique. |       | 36      | ,       |
| 27   | 6         | Nouvelle-Irlande, Papouasie                        | IV   | 54              | |       |         | [ 302 ] |
| 30   | 6.5       | Dorsale médio-atlantique                           | I    | 10              | |       |         | [ 303 ] |
| 30   | 5         | Sud-Kivu, République Démocratique du Congo         | III  | 10              | Dégâts dans la région de Walungu, où plusieurs maisons se sont écroulées. |       |         | ,       |

### Décembre
| Plus puissant                                          | Plus meurtrier                   | Morts | 5,0 - 5,9 | 6,0 - 6,9 | 7,0 - 7,9 | ≥ 8,0 |
| ------------------------------------------------------ | -------------------------------- | ----- | --------- | --------- | --------- | ----- |
| 6.5 Large de l'île Bouvet, Norvège 6.5 Java, Indonésie | 6.5 Java, Indonésie : 4 victimes | 7     | 100       | 10        | 0         | 0     |

| Date | Magnitude | Localisation                     | MMI | Profondeur (km) | Commentaires | Morts | Blessés | Source  |
| ---- | --------- | -------------------------------- | --- | --------------- | --- | ----- | ------- | ------- |
| 1    | 6.1       | Kerman, Iran                     | VII | 9               | Dégâts dans des villages de montagne de la région de Kerman. 51 personnes légèrement blessées.                        |       | 51      | ,       |
| 1    | 6         | Morobe, Papouasie                | V   | 34              | |       |         | [ 308 ] |
| 3    | 6.2       | Manabí, Équateur                 | VII | 16              | Légers dégâts (fissures, coupures de courant) dans la province de Manabí. Deux blessés.                               |       | 2       | ,       |
| 5    | 4.9       | Bouchehr, Iran                   | II  | 41.1            | Plusieurs immeubles endommagés et 11 blessés à déplorer.                                                              |       | 11      | ,       |
| 5    | 4.8       | Gilan, Iran                      | V   | 10              | Immeubles partiellement endommagés dans la province de Gilan. Une trentaine de blessés, la plupart légers.            |       | 30      | ,       |
| 5    | 5.1       | Sumatra, Indonésie               | V   | 41.1            | 233 maisons endommagées dans la province de Bengkulu, dont 42 détruites. Un enfant blessé par la chute d'un mur.      |       | 1       | ,       |
| 8    | 6.4       | Yap, États fédérés de Micronésie | V   | 12.8            | |       |         | [ 317 ] |
| 8    | 6.4       | Yap, États fédérés de Micronésie | VI  | 20.3            | Réplique du séisme de magnitude 6.4 plus tôt dans la journée.                                                         |       |         | [ 318 ] |
| 9    | 6.1       | Yap, États fédérés de Micronésie | V   | 10              | Réplique du séisme de magnitude 6.4 la veille.                                                                        |       |         | [ 319 ] |
| 11   | 5.4       | Halabja, Irak                    | VI  | 10              | Plusieurs maisons endommagées. Une cinquantaine de personnes prises en charge, dont 9 blessés.                        |       | 50      | ,       |
| 12   | 6         | Kerman, Iran                     | VII | 10              | Réplique du séisme de magnitude 6.1 le 1er décembre. Dégâts légers supplémentaires et 29 blessés recensés.            |       | 29      | ,       |
| 12   | 6         | Kerman, Iran                     | VII | 8               | Réplique du séisme de magnitude 6.1 le 1er décembre. Encore de nouveaux dommages et 58 blessés.                       |       | 58      | ,       |
| 13   | 6.5       | Large de l'île Bouvet, Norvège   | V   | 10              | |       |         | [ 326 ] |
| 15   | 6.5       | Java, Indonésie                  | VI  | 91.9            | Dégâts assez généralisés dans l'ouest de l'île de Java. Quatre personnes décédées et une quarantaine de blessés.      | 4     | 36      | ,       |
| 20   | 4.9       | Téhéran, Iran                    | VI  | 10              | Quelques immeubles endommagés dans la région de Téhéran. Deux personnes décédées et nombreux blessés dans la panique. | 2     | 97      | ,       |
| 21   | 5.2       | Kerman, Iran                     | III | 10              | Coupures de courant et 300 maisons détruites à Kouhbanan. 42 blessés légers signalés par les autorités.               |       | 42      | ,       |
| 26   | 4         | Téhéran, Iran                    | IV  | 10              | Une victime d'une attaque et 75 blessés dans des mouvements de panique.                                               | 1     | 75      | ,       |